# Самоходная баржа

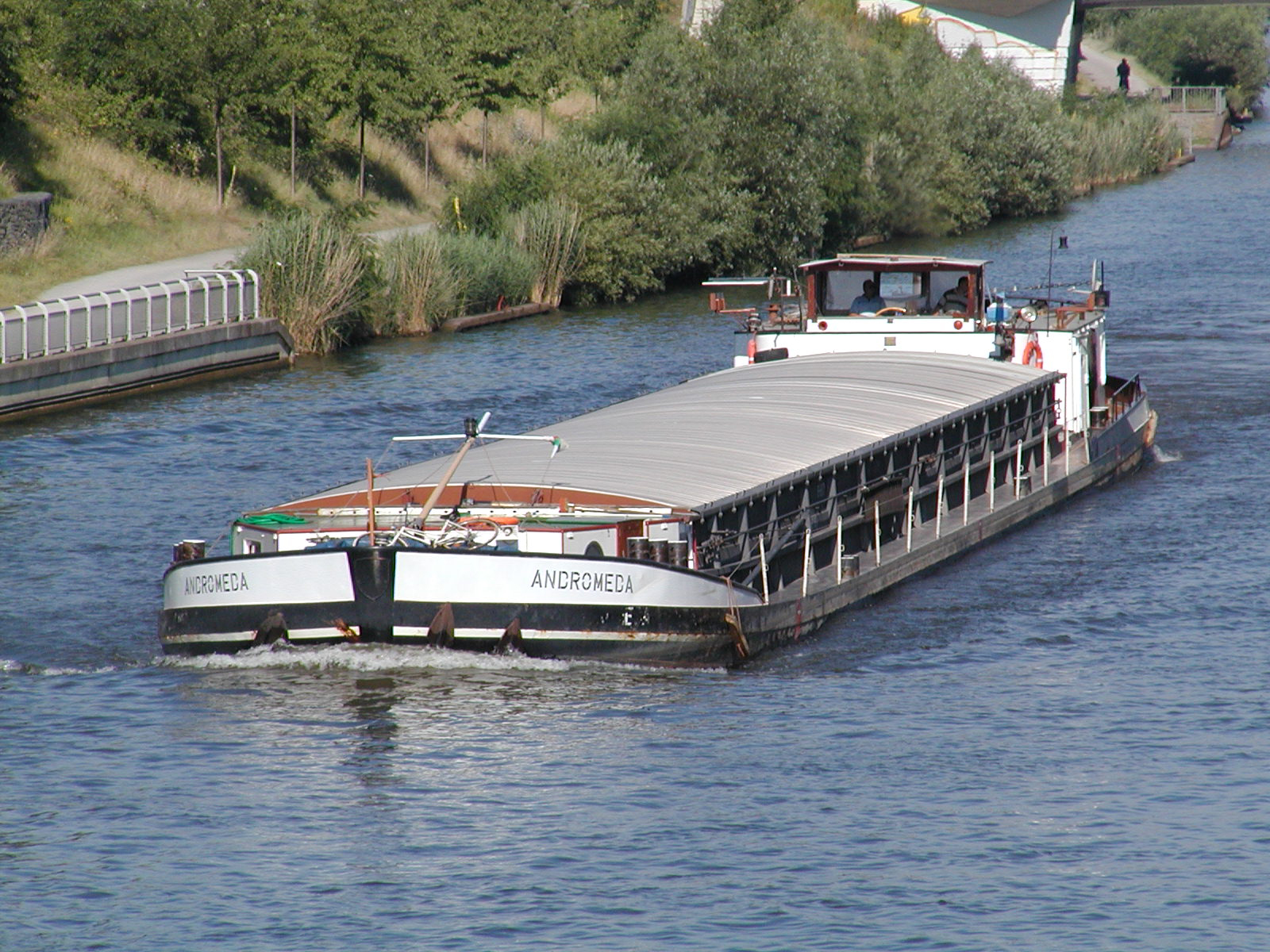

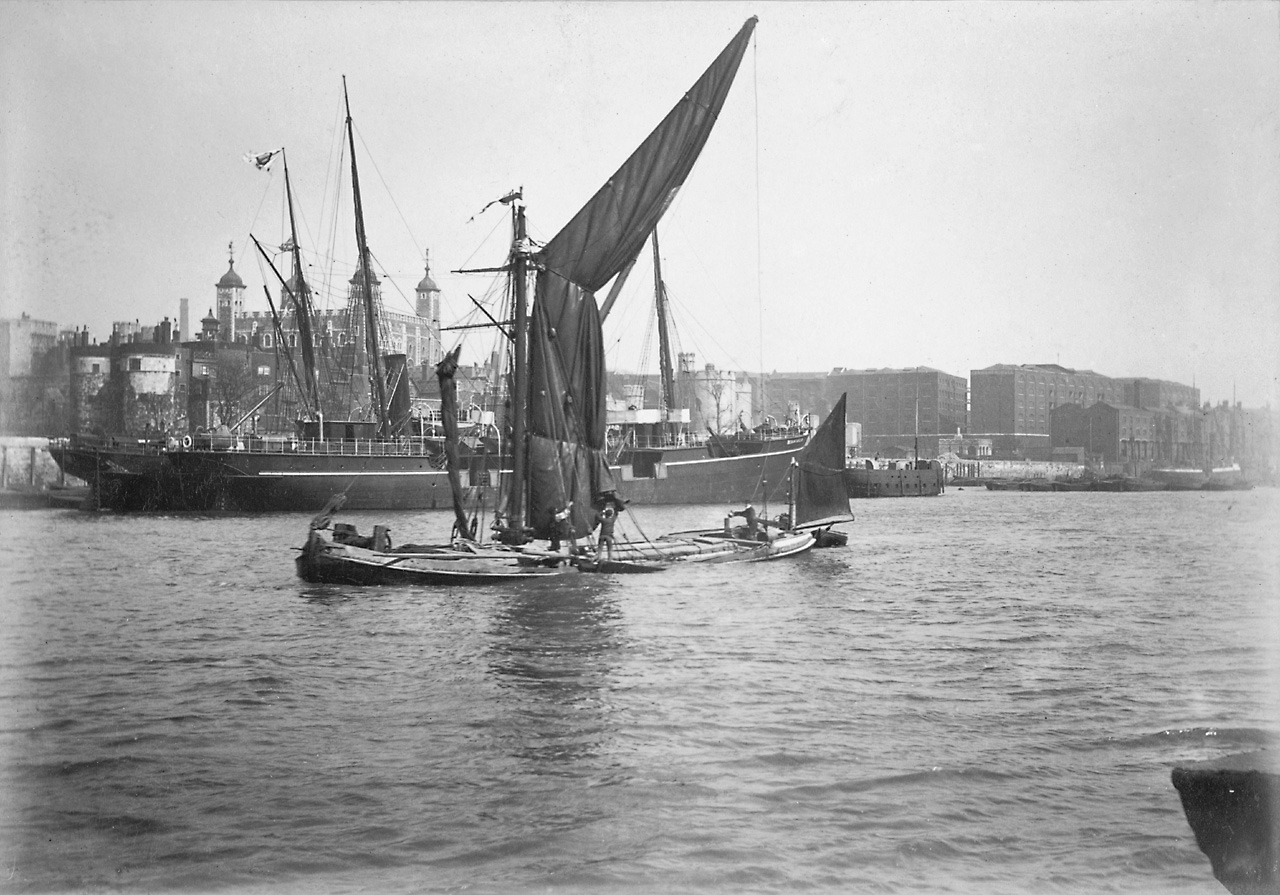
Парусная речная самоходная баржа, 1886

Самоходная баржа — баржа с энергетической установкой (двигателем), обеспечивающей её движение.

## История
Исторически первые самоходные баржи использовали в качестве двигателя ветер, а движителя — парус. В таком виде они оставались исключительно прибрежными судами, из-за низкой мореходности плоскодонного корпуса. По той же причине их размеры были ограничены. С появлением теплового двигателя они стали меньше зависеть от погоды, и появились морские варианты.
Применение железа, затем стали в качестве материала корпуса позволило увеличить размеры. По этим признакам они сближаются с другими мореходными судами. Так, теплоходы типа Волго-Дон одно время назывались самоходными баржами типа река-море.
Подавляющее большинство самоходных барж используются для перевозки грузов. Однако их много и их легко приспособить к другим целям, что исторически и делалось.
Например, во время Гражданской войны, самоходные баржи Волжской и Онежской флотилий использовались обеими сторонами для огневой поддержки. При этом на них устанавливалась не только морская артиллерия, а любая доступная на месте.
Во время Второй мировой войны, в 1942−1943 годах в Ла-Манше, а также при обороне Италии в 1944 году быстроходные самоходные баржи, вооруженные скорострельной артиллерией использовались немцами для охранения конвоев.

## Виды (типы)
Как и баржи вообще, самоходные баржи по району плавания подразделяются на речные, рейдовые и морские, а по перевозимым грузам на сухогрузные, наливные и грунтоотвозные. Особое место занимают специализированные самоходные баржи, например десантные.
- Речные самоходные баржи используются на внутренних водах — реках, озерах, каналах.
- Рейдовые самоходные баржи используются для перевозок грузов на рейде или в закрытой от волнения акватории.
- Морские способны совершать переходы морем.